# Ерра-імітті
Ерра-імітті — цар Ісіна.

## Правління
Про його походження наразі не відомо. Ерра-імітті був сучасником двох царів Ларси Суму-Еля та Нур-Адада, а у Вавилоні у той час правив Суму-ла-Ель. На самому початку свого правління Ерра-імітті втратив Ніппур, зайнятий військами царя Ларси Суму-Еля. Однак невдовзі йому вдалось відновити контроль над Ніппуром. Після цього йому вдалось захопити навіть місто Кісурру. Також Ерра-імітті воював з царством Казаллу. Імовірно, у своїх війнах він спирався на союз з вавилонським царем Суму-ла-Елем.
Зі смертю царя, якщо вірити легенді, пов'язана курйозна подія. В області шумерсько-аккадської культуры існував звичай на весінньому святі Нового року піддавати царя неприємному та навіть принизливому обряду — пережитку ритуального убивства старого вождя первісного племені. Окрім того, іноді гадателі могли передвіщати царю ті чи інші майбутні неприємності побутового характеру. На такі випадки на місце царя тимчасово призначався «підмінний цар» — бідняк, раб, збочений — щоб відвести біду від справжнього царя. Так і сталась подія, яку пізня хроніка розповідає так:
|  | Ерра-імітті посадив на престол Енліль-бані, садовника, в образі підміни та поклав на його голову царську тіару. Ерра-імітті, ковтнувши у своєму палаці гарячу кашу, помер, а Енліль-бані не зійшов з престолу й був поставлений на царство. |